# Oxyopes scalaris
Oxyopes scalaris es una especie de araña del género Oxyopes, familia Oxyopidae. Fue descrita científicamente por Hentz en 1845.
Habita en América del Norte.